# Dave (Sänger)

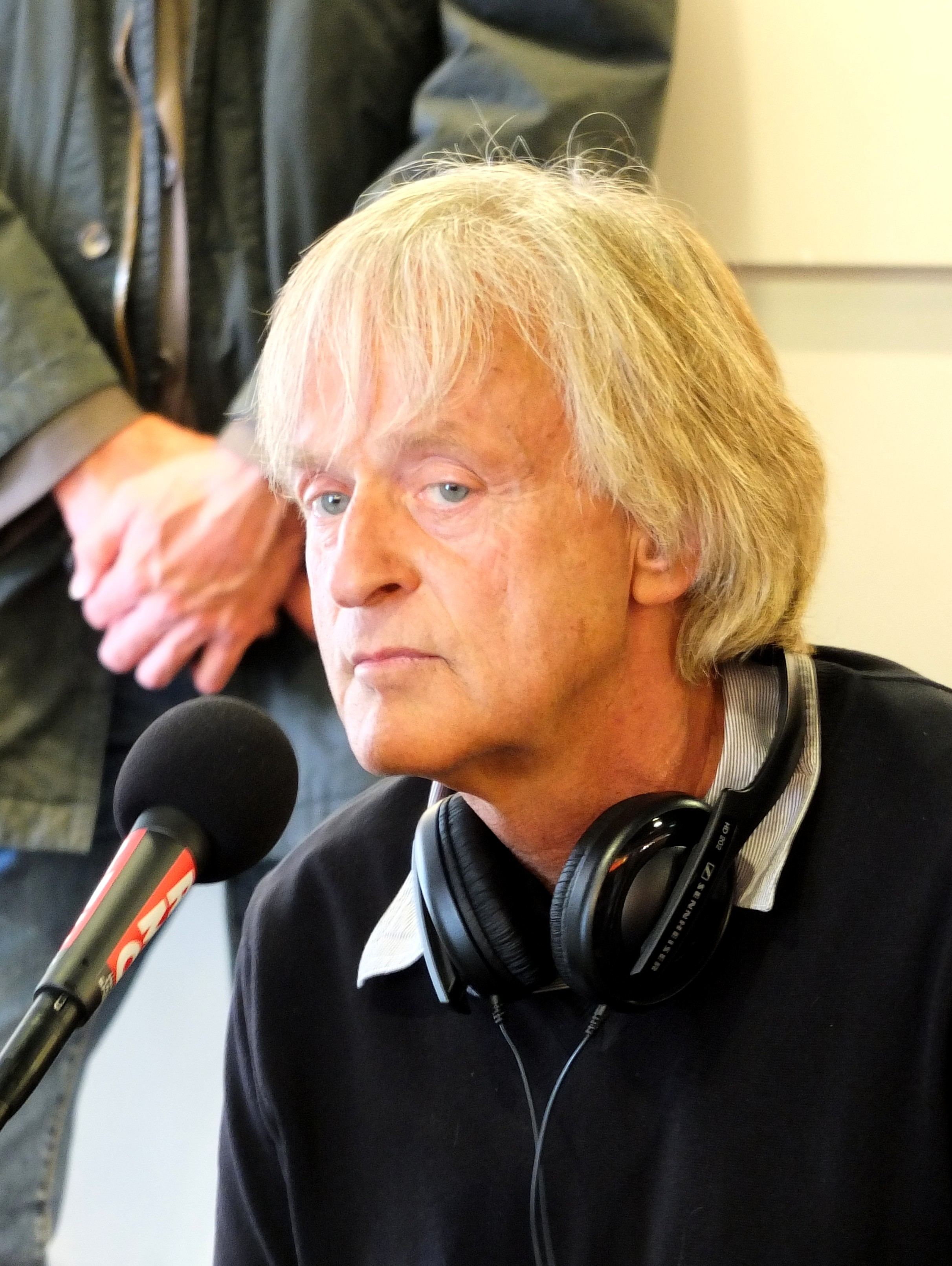
Dave (2012)

Dave, auch Dave Levenbach; eigentlich Wouter Otto Levenbach (* 4. Mai 1944 in Amsterdam) ist ein niederländischer Sänger und Fernsehmoderator, der vor allem in den 1970er Jahren in Frankreich großen Erfolg hatte, wo er seit Mitte der 1960er Jahre lebt. Zwei seiner Alben und eine Single wurden Nummer-eins-Hits in Frankreich. Sein größter Hit außerhalb Frankreichs war Dansez maintenant, eine mit französischem Text versehene Version des Glenn-Miller-Klassikers Moonlight Serenade. Die Adaption war 1975 ein Nummer-eins-Hit in den Niederlanden und in Belgien und wurde auch in einer deutschsprachigen Version als „Wie schön dich zu seh'n“ veröffentlicht.

## Biografie
Dave stammt aus einer jüdischen Familie, die zum Calvinismus konvertiert war. Sein Vater war der Anglistikprofessor Hans Otto Levenbach. Wouter Levenbach begann seine Karriere mit zwanzig Jahren als Frontmann der Combo Dave Rich & the Millionaires, mit der er 1964 eine Single aufnahm; den Vornamen des Dave Rich behielt er als Künstlernamen. 1965 verließ er die Niederlande und verdingte sich in Saint-Tropez als Sänger in Bars und Restaurants. 1968 erhielt er einen Schallplattenvertrag, nachdem er den Musikproduzenten Eddie Barclay kennengelernt hatte. Zwei Jahre später nahm er am niederländischen Vorentscheid für den Grand Prix de la Chanson teil und wurde mit dem Lied Niets gaat zo snel Dritter. Später im Jahr hatte er einen Hit mit einer niederländischsprachigen Version von Nathalie. Ab 1971 spielte er im Musical Godspell.
1974 erhielt er einen Vertrag bei CBS. Trop beau, eine französische Version des Rubettes-Hits Sugar Baby Love, wurde zum Hit in Frankreich, und mit Vanina, einer Adaption des Del-Shannon-Hits Runaway, hatte er im Januar 1975 seinen ersten Nummer-eins-Hit in Frankreich. Singlehits wie Mon cœur est malade, Dansez maintenant und Du côté de chez Swann folgten, und im September 1976 eroberte seine Langspielplatte Tant qu'il y aura die Nummer-eins-Position in der Albumhitparade; dies wiederholte er zwei Jahre später im Dezember 1978 mit der LP Pour que tu me comprennes. 1975 und 1982 gab er ausverkaufte Konzerte im Olympia. Anfang der 1980er Jahre machte er erste Ausflüge ins Film- und Fernsehgeschäft, doch weitere Erfolge blieben aus.
Erst in den frühen 1990ern schaffte Dave ein Comeback mit neuen Musikaufnahmen, und ab Mitte der 1990er begann seine Karriere im französischen Fernsehen; zunächst gemeinsam mit Sheila und im folgenden Jahr allein moderierte er die Show Salut les chouchous bei TF1. Er berichtete für das französische Fernsehen von der Hochzeit des niederländischen Kronprinzen Willem-Alexander und kommentierte für France 3 2000 und 2001 den Eurovision Song Contest sowie für TF1 die Übertragung des Domino Day.
1997 veröffentlichte er seine Autobiographie Du côté de chez moi, 2003 das Buch Soit dit en passant; in beiden Werken thematisiert er seine Homosexualität; er lebt mit dem Liedtexter Patrick Loiseau zusammen. Unter dem Namen Dave Levenbach brachte er 2006 das Album Tout le plaisir a été pour moi heraus. Von 2010 bis 2013 saß er in der Jury der Castingshow La France a un incroyable talent (französische Version von Das Supertalent). Seit 2014 präsentiert er wöchentlich seine eigene Sendung Du côté de chez Dave auf dem öffentlich-rechtlichen Sender France 3.
Im April 2015 wurde Levenbach zum Ritter des Orden von Oranien-Nassau ernannt.

## Diskografie (Auswahl)

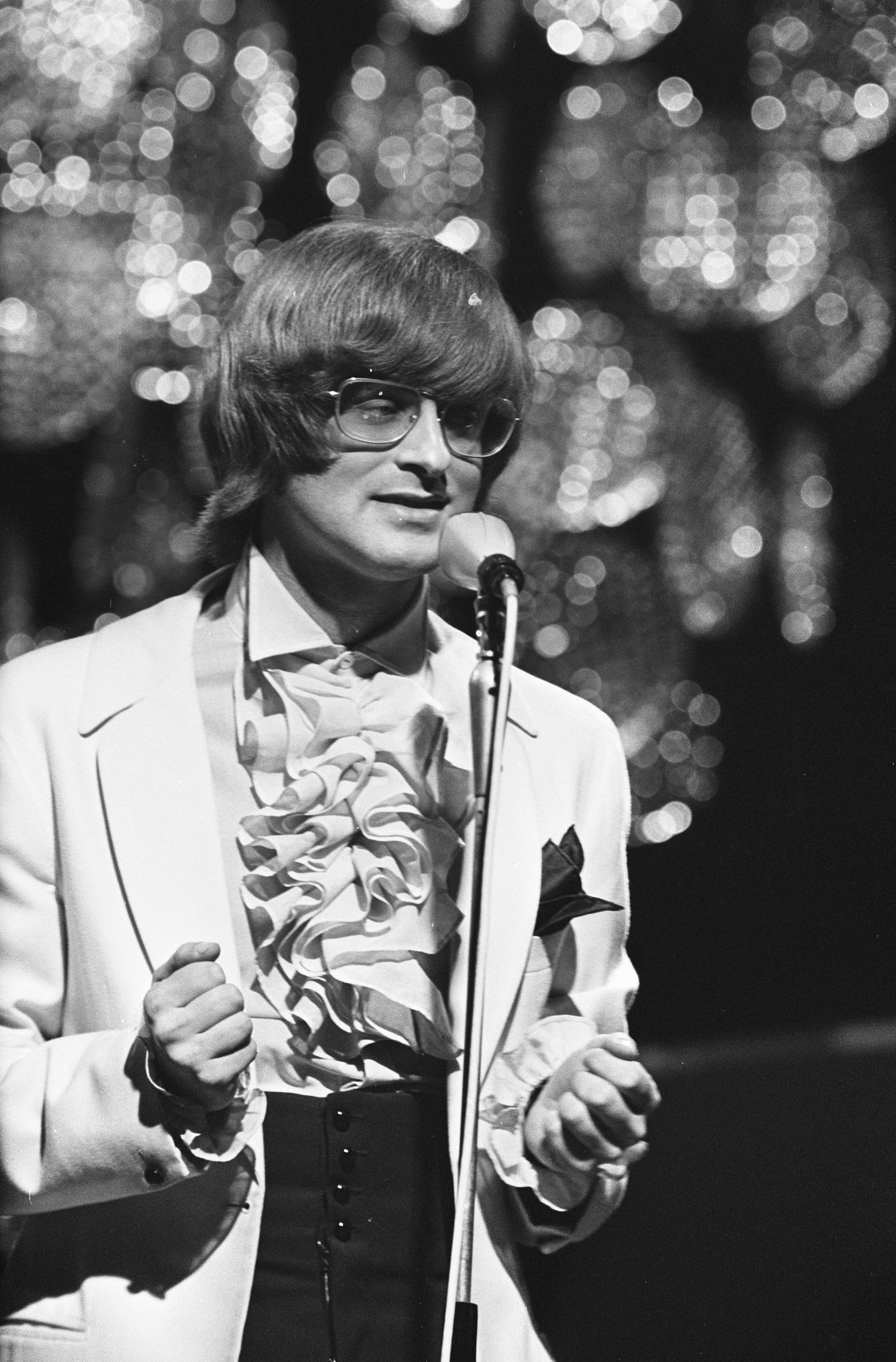
Dave (1969)

### Alben
| Jahr | Titel           | Höchstplatzierung, Gesamtwochen, AuszeichnungChartsChartplatzierungen (Jahr, Titel, Platzierungen, Wochen, Auszeichnungen, Anmerkungen) | Anmerkungen                          |
| Jahr | Titel           | FR | Anmerkungen                          |
| ---- | --------------- | --- | ------------------------------------ |
| 1998 | Classique       | FR46 (4 Wo.)FR | Erstveröffentlichung: Juni 1998      |
| 2004 | Doux tam-tam    | FR33 (15 Wo.)FR | Erstveröffentlichung: 13. April 2004 |
| 2007 | Refait un tour  | FR144 (2 Wo.)FR | Erstveröffentlichung: 2007           |
| 2011 | Best Of – 3CD   | FR111 (5 Wo.)FR | Erstveröffentlichung: 2011           |
| 2011 | Blue-Eyed Soul! | FR38 (11 Wo.)FR | Erstveröffentlichung: November 2011  |

Weitere Alben
- 1976: Tant qu’il y aura
- 1979: Pour que tu me comprennes
- 2006: Tout le plaisir a été pour moi (als Dave Levenbach)
- 2019: Souviens-toi d’aimer
- 2022: Noces d’or – 50 ans de chansons (mit Patrick Loiseau)

### Singles
| Jahr | Titel Album                | Höchstplatzierung, Gesamtwochen, AuszeichnungChartplatzierungen (Jahr, Titel, Album, Platzierungen, Wochen, Auszeichnungen, Anmerkungen) | Höchstplatzierung, Gesamtwochen, AuszeichnungChartplatzierungen (Jahr, Titel, Album, Platzierungen, Wochen, Auszeichnungen, Anmerkungen) | Anmerkungen                              |
| Jahr | Titel Album                | NL | BEF | Anmerkungen                              |
| ---- | -------------------------- | --- | --- | ---------------------------------------- |
| 1969 | Nathalie –                 | NL28 (4 Wo.)NL | — | Erstveröffentlichung: 1969               |
| 1974 | Vanina Dave                | — | BEF27 (1 Wo.)BEF | Erstveröffentlichung: 1974               |
| 1975 | Dansez maintenant Dave     | NL1 (9 Wo.)NL | BEF2 (10 Wo.)BEF | Erstveröffentlichung: 1975               |
| 1975 | Du côté de chez Swann Dave | NL9 (7 Wo.)NL | BEF13 (10 Wo.)BEF | Erstveröffentlichung: 26. September 1975 |

Weitere Singles
- 1968: Si je chante
- 1969: Niets gaat zo snel
- 1974: Trop beau
- 1975: Mon cœur est malade
- 1975: Wie schön dich zu seh’n
- 1976: Ophélie
- 1979: Allo Elisa
- 1980: Maria Magdalena
- 1990: De eerste keer deed nog pijn (Duett mit Anny Schilder)